# Ars-sur-Moselle
Ars-sur-Moselle  (Duits: Ars an der Mosel) is een gemeente in het Franse departement Moselle (regio Grand Est). De plaats maakt deel uit van het arrondissement Metz. De gemeente telde 4.645 inwoners op 1 januari 2022.

## Geschiedenis
De plaats was tot 22 maart 2015 de hoofdplaats van het kanton Ars-sur-Moselle in het arrondissement Metz-Campagne, toen beide werden opgeheven. De gemeente werd opgenomen in het nieuwgevormde kanton Coteaux de Moselle, dat onderdeel werd van het arrondissement Metz.

## Geografie
De oppervlakte van Ars-sur-Moselle bedroeg op 1 januari 2022 11,6 vierkante kilometer; de bevolkingsdichtheid was toen 400,4 inwoners per km².

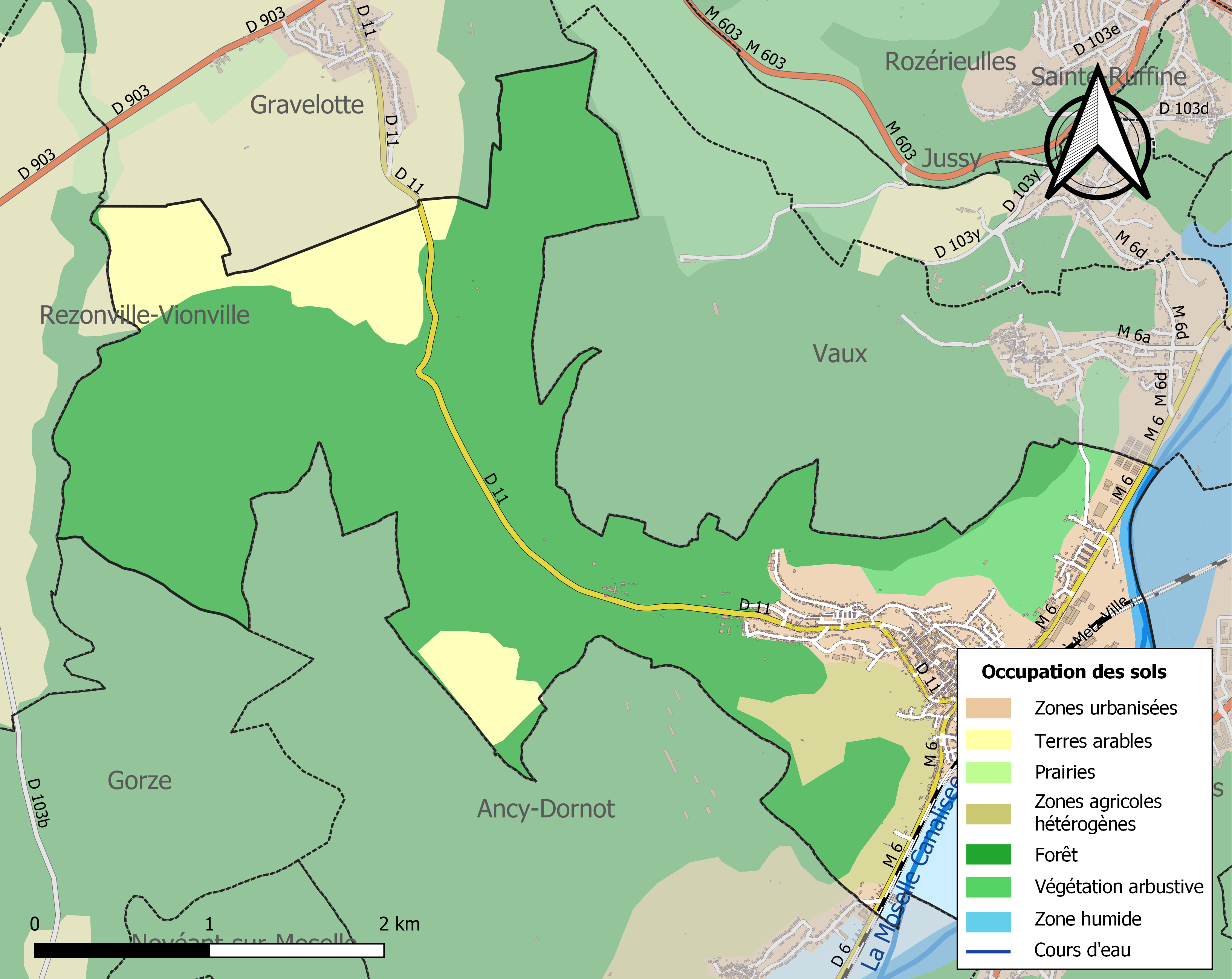
Kaart van de gemeente met de belangrijkste infrastructuur, bodemgebruik en omliggende gemeenten

## Demografie
Onderstaande figuur toont het verloop van het inwonertal (bron: INSEE-tellingen).

## Verkeer en vervoer
In de gemeente ligt spoorwegstation Ars-sur-Moselle.